# Belavadi, Mysore
Belavadi là một làng thuộc tehsil Mysore, huyện Mysore, bang Karnataka, Ấn Độ.